# Si chiama libertà
Si chiama libertà è un singolo del gruppo musicale Sonohra, uscito il 13 aprile in radio ed in formato digitale. Il testo è stato scritto da Roberta Di Lorenzo e vede la partecipazione di Hevia.

## Video
Il videoclip di Si chiama libertà è stato girato dal regista Calu nella città di Matera il 29 marzo 2012.